# Znaczki skarbowe Malty

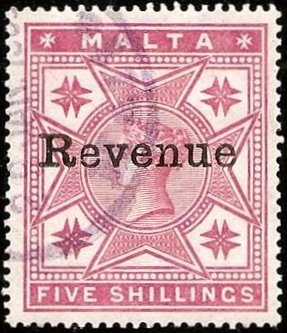
Znaczek o wartości 5 szylingów z pierwszego wydania skarbowego Malty z 1899.

Znaczki skarbowe Malty zostały po raz pierwszy wyemitowane w 1899, kiedy wyspy były kolonią brytyjską. Od tego roku do 1912 wszystkie kwestie skarbowe były ofrankowane znaczkami pocztowymi z nadrukiem, wykonanym albo lokalnie, albo przez De La Rue w Londynie. W 1913 znaczki pocztowe również stały się ważne do użytku fiskalnego, więc nie wydano żadnych nowych znaczków fiskalnych aż do lat 1926–1930, kiedy to została wydana seria znaczków key type przedstawiających króla Jerzego V. Były one wykorzystywane do opłacania dochodów z ceł ogólnych lub z dodatkowymi napisami wskazującymi szczególne przeznaczenie: wnioski, umowy, rejestry lub akcje i udziały. Jedynymi innymi znaczkami skarbowymi po tej serii były 1-funtowe znaczki przedstawiające Jerzego VI i Elżbietę II. Znaczki pocztowe pozostawały ważne do użytku fiskalnego co najmniej do lat 80. XX wieku.
Malta używała również tłoczonych znaczków skarbowych od lat dwudziestych XX wieku do czasu ich zastąpienia przez nadrukowane znaczki skarbowe w latach 70. Te ostatnie zaprzestano używać na początku lat 90. Malta posiadała również specjalne znaczki na odszkodowania dla robotników (1929–1956), opłaty paszportowe (1933–1972), ubezpieczenie społeczne (1956–1978) i opłatę lotniskową (1975–1988). Znaczki akcyzy służyły do płacenia podatku na papierosy od lat 30. XX w., podatku na napoje spirytusowe od roku 2000, a podatku na wino od 2015. Znaki akcyzy umieszczano także na biletach do kina, teatru i na mecze piłki nożnej od około 1950 do 1980.

## Znaczki do podatków ogólnych

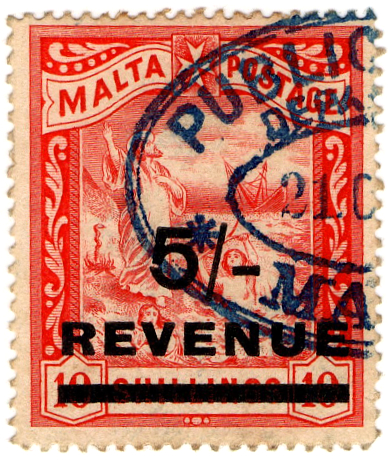
Znaczek 5-szylingowy z 1908, nadrukowany na specjalnej edycji znaczka 10-szylingowego w kolorze czerwonym (znaczek został pierwotnie wydany jako 10-szylingowy znaczek pocztowy w kolorze czarnym w 1899).

Pierwsze znaczki skarbowe Malty wyemitowano 9 sierpnia 1899, a emisja ta składała się z definitywnych znaczków pocztowych o nominałach ½d, 1d, 4d, 1/- i 5/- z lat 1885–1886 przedstawiających królową Wiktorię, z wykonanym lokalnie, w Drukarni Rządowej w Valletcie nadrukiem Revenue. Znanych jest wiele odmian nadruku, w tym nadruki podwójne i odwrócone. 17 listopada 1899 wydano cztery wartości z tego samego zestawu z nadrukiem REVENUE (drukowanymi literami) autorstwa De La Rue w Londynie, a osiem kolejnych wartości ze współczesnych znaczków definitywnych przedstawiających królową Wiktorię lub sceny obrazkowe zostało wyemitowanych z tym nadrukiem w 1902.
Około 1904 wyemitowano trzypensowy (3d) znaczek pocztowy przedstawiający króla Edwarda VII z lokalnym nadrukiem Revenue. W latach 1904–1912 niektóre znaczki definitywne przedstawiające króla Edwarda VII lub sceny obrazowe były również emitowane z nadrukiem REVENUE wykonanym przez firmę De La Rue, przy czym nadruk był identyczny z tym zastosowanym w emisjach z lat 1899–1902. W 1913 znaczki pocztowe zaczęto używać również do opłat fiskalnych, w związku z czym wydawanie oddzielnych znaczków skarbowych stało się niepotrzebne. Trwało to do 1926, kiedy to uchwalono ustawę ograniczającą ich użycie wyłącznie do celów pocztowych.

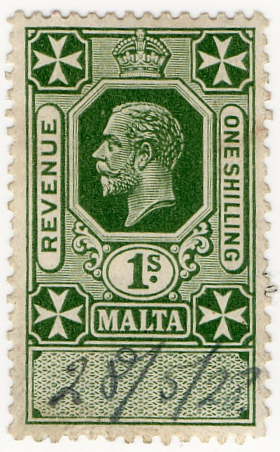
Znaczek o wartości 1 szylinga z 1926 przedstawiający króla Jerzego V

Nowa seria nominałów przedstawiająca portret króla Jerzego V wykonany przez Bertrama Mackennala została wyemitowana w latach 1926–1930. Emisja ta składała się z jedenastu nominałów od pół pensa (½d) do 5 funtów, przy czym niektóre wartości wydano w więcej niż jednym kolorze. Znaczki te zostały zaprojektowane jako znaczki key type, posiadające tabliczkę na dole. Znaczki z pustą tabliczką wykorzystywano do opłaty podatków ogólnych; w przypadku emisji przeznaczonych do konkretnego zastosowania zobacz sekcja „Key types” poniżej.

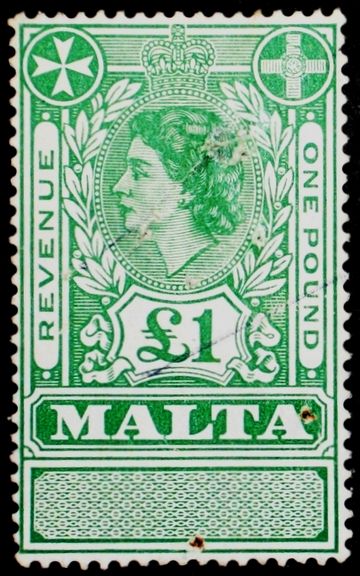
Znaczek 1-funtowy wydany w 1954 przedstawiający królową Elżbietę II

W 1928 znaczki pocztowe ponownie stały się ważne do użytku fiskalnego, a niższe wartości emisji skarbowej z 1926 zostały wycofane. Jednakże nominały £1 i £5 pozostały w użyciu, gdyż nie było znaczków pocztowych tej wartości. W 1941 wyemitowano znaczek o wartości 1 funta z takim samym wzorem jak seria 1926–1930, ale z portretem króla Jerzego VI. Znaczek ten został w 1948 wydany z inną perforacją, a w 1954 wydano podobny znaczek z portretem królowej Elżbiety II. Znaczki pocztowe pozostawały ważne do użytku fiskalnego do lat 90. XX wieku.

### Znaczki skarbowe tłoczone i nadrukowane
Malta używała tłoczonych znaczków skarbowych od co najmniej 1922 do 1973. Znanych jest w sumie pięć emisji, a wszystkie mają wzór przedstawiający krzyż maltański wraz z koroną Tudorów w epoce kolonialnej, lub corona muralis po uzyskaniu niepodległości. Wszystkie są wytłoczone cynobrowym atramentem.
Znaczki skarbowe tłoczone zostały zastąpione przez nadrukowane znaczki skarbowe na czekach, które były używane od połowy lat 70. do początku lat 90. XX wieku. Mają one okrągły wzór z napisem STAMP DUTY i przedstawiają krzyż maltański. Można je znaleźć w kilku nominałach, kolorach i rozmiarach.

## Znaczki do określonych typów podatków

### Znaczkikey types
Znaczki skarbowe ogólnego zastosowania wydawane od 1926 zostały zaprojektowane jako znaczki skarbowe posiadające na dole tabliczkę, na której można było wydrukować dodatkowy napis wskazujący konkretne zastosowanie. W 1926 wyemitowano znaczki specjalnego przeznaczenia z napisami  Applications, Contracts, Registers oraz Stocks & Shares.
Emisja Applications składała się z pojedynczej wartości 3 pensów (3d), natomiast emisja Registers miała pojedynczy znaczek półpensowy (½d). Emisja Contracts składała się z dwunastu znaczków o nominałach od pół pensa (½d) do 5 funtów, natomiast emisja Stocks & Shares miała osiem wartości od 3 pensów (3d) do 5 funtów.
Niższe wartości key type zostały wycofane w 1928, ale wartości funtowe pozostały w użyciu aż do lat pięćdziesiątych XX wieku.

### Znaczki na odszkodowania pracownicze i ubezpieczenie społeczne

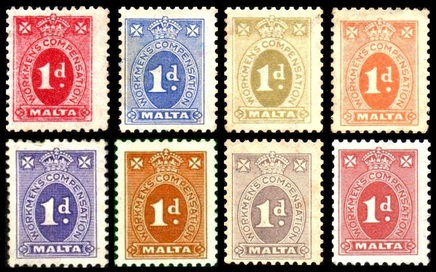
Znaczki odszkodowań robotniczych wydane w latach 1929–1941

Rozporządzenie o odszkodowaniach dla robotników (WCO) było ubezpieczeniem obejmującym obrażenia i inne wypadki przy pracy i zostało wprowadzone 29 kwietnia 1929. Od tego roku aż do 1941 znaczki na odszkodowania dla robotników (malt. Kumpens lill-Ħaddiem) o nominale 1 pensa (1d) były wydawane z coroczną zmianą koloru, aby zapobiec oszustwom (chociaż niektóre kolory były ponownie wydawane w różnych latach). Wydanie za lata 1938–1939 zostało lokalnie nadrukowane napisem z latami ważności. Prawo zostało zrewidowane w 1943, co spowodowało zmianę procedury i potrzebę stosowania znaczków 2-pensowych (2d). W latach 1943–1946 wyemitowano stare zapasy znaczków pocztowych i wcześniejszych znaczków WCO z tymczasowymi dopłatami. Następnie w latach 1944–1956 wydano nową emisję z tym samym wzorem co poprzednie znaczki, ale o nominałach 2d i ponownie w różnych kolorach.
Program WCO został zastąpiony ustawą o ubezpieczeniu społecznym (NI) z dnia 28 kwietnia 1956. W związku z tym wymagane były znaczki ubezpieczenia społecznego (malt. Sigurtà Nazzjonali), a na starych zapasach emisji WCO zostały dodrukowane nowe wartości. W latach 1956–1966 wydano nową serię, podobną do typów WCO, ale z nowymi napisami, wartościami i kolorystyką. W tej emisji wprowadzono koronę powyżej wartości, a po uzyskaniu przez Maltę niepodległości wydano nowy projekt pomijający koronę. Ta ostatnia seria została wydana w latach 1966–1971. W obu seriach obowiązywały również różne tymczasowe dopłaty. Kiedy w 1972 przyjęto funta maltańskiego, prawdopodobnie wydano nowe wartości, ale nigdy nie zostały one odnotowane. Wiadomo jednak, że istnieją trzy nadruki dziesiętne. Nowy zapis dziesiętny wprowadzono około 1976. Znaczki ubezpieczenia społecznego zostały wycofane w 1978, po czym składki NI były opłacane bezpośrednio do urzędu skarbowego.

### Znaczki opłaty paszportowej

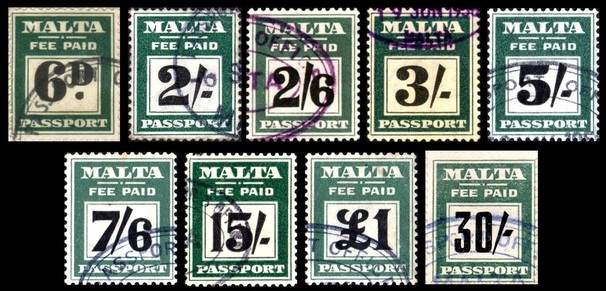
Znaczki paszportowe emitowane w latach 1933–1962

Pierwsze znaczki paszportowe Malty zostały wydane w 1933 i zawierały napisy FEE PAID i PASSPORT. Zostały wydrukowane w kolorze głębokiej zieleni, a wartości w kolorze czarnym. Przedruki i dodatkowe wartości tego wydania trwały do 1967.
Nowy wzór z napisem FEE PAID został wydany w 1969 i został wydrukowany w różnych kolorach, a wartość była w kolorze czarnym. Wiadomo, że istnieje tylko pięć wartości z tego wydania, chociaż jest prawdopodobne, że wydano więcej wartości. Znaczki paszportowe zostały wycofane po przyjęciu liry maltańskiej w 1972.

### Znaczki akcyzy

#### Papierosy i alkohol
Malta używa znaczki akcyzy do płacenia podatku od papierosów co najmniej od lat trzydziestych XX wieku. Wczesne wydania składały się z długich pasków, na których przedstawiony był herb Wielkiej Brytanii i napisy EXCISE DUTY w języku angielskim i DAZJU w języku maltańskim. Dla importowanych papierosów wydano mniejszy wzór. Długie pasy o prostym wzorze, bez żadnych ozdób wprowadzono w latach pięćdziesiątych XX wieku, natomiast wzór przedstawiający corona muralis i krzyż maltański wydano po uzyskaniu niepodległości w 1964.
W latach 1972–1973 wyemitowano mniejsze wzory przedstawiające herb Malty z lat 1964–1975 i wartość w lirach maltańskich. Wzór ten pozostawał w użyciu od lat 70. do 90. XX wieku, ze zmianami w herbach w 1975 i 1988. Nowa seria z podobnym wzorem, ale ze zmienionymi napisami na SISA w języku maltańskim i EXCISE w języku angielskim została wprowadzona około 1995. Specyficzne znaczki na importowane papierosy wydano także w latach 70.–90. lub 2000. Około 2006 na znaczkach widniał napis EXCISE DUTY PAID oraz wprowadzono wydruki na srebrnej folii z hologramem zabezpieczającym; istnieją dwa ich wzory. W 2017 wprowadzono podobne znaczki z napisem MT EXCISE.
Znaki akcyzy od alkoholu są w użyciu od 2006. Znaczki do zapłaty podatku od napojów spirytusowych są drukowane na srebrnej folii, z wzorami podobnymi do tych stosowanych na papierosach i posiadają napis EXCISE DUTY PAID lub MT EXCISE. Akcyza na wino została wprowadzona w 2015, a pierwsza emisja miała napis EXCISE TAX STAMP i została wydrukowana na złotej folii. Później tego samego roku wydano papierowe paski i okrągłe etykiety z napisem MT EXCISE, które są nadal w użyciu od 2017.

#### Podatek od rozrywki
Od lat pięćdziesiątych do osiemdziesiątych XX wieku bilety do kina, teatru i na mecze piłki nożnej były opatrzone nadrukiem akcyzy wskazującym, że zapłacono pewną formę podatku od rozrywki. Od około 1953 do końca lat 60. XX wieku na nadrukach widniał napis EXCISE REVENUE z koroną pośrodku, a wzór wzorowano na samoprzylepnych znaczkach akcyzy stosowanych w Wielkiej Brytanii.
Został on zastąpiony na początku lat siedemdziesiątych wzorem z napisem INLAND REVENUE i przedstawiającym koronę murową. Po tym, jak Malta stała się republiką w 1974, wprowadzono wzory przedstawiające herb używany w latach 1975–1988, które pozostawały w użyciu co najmniej do 1985.

### Opłata lotniskowa
W dniu 1 lipca 1975 wydano znaczek o wartości Lm1 przedstawiający ogon samolotu i krzyż maltański w celu uiszczenia opłaty lotniskowej (malt. Ħlas ta’ l-Ajruport), rodzaj opłaty na ulepszenie lotniska. Znaczek ten zastąpił serię etykiet używanych jako opłata za obsługę pasażerską, które były używane od lat sześćdziesiątych XX wieku lub wcześniej. Wartość Lm2 o identycznym wzorze wydano 24 marca 1988.